# Giampiero Pastore
Giampiero Pastore (Salern, 7 de maig de 1976) és un esportista italià ja retirat que va competir en esgrima, especialista en la modalitat de sabre.
Va participar en tres Jocs Olímpics d'Estiu, i hi va obtenir en total dues medalles en la prova per equips, plata a Atenes 2004 (juntament amb Aldo Montano i Luigi Tarantino) i bronze a Pequín 2008 (amb Aldo Montano, Diego Occhiuzzi i Luigi Tarantino), i el 8è lloc a Sidney 2000, també per equips.
Va guanyar 5 medalles en el Campionat del Món d'esgrima entre els anys 2002 i 2011, i 7 medalles en el Campionat d'Europa d'esgrima entre els anys 1998 i 2011.

## Palmarès internacional
| Jocs Olímpics      | Jocs Olímpics             | Jocs Olímpics | Jocs Olímpics    |
| Any                | Lloc                      | Medalla       | Prova            |
| ------------------ | ------------------------- | ------------- | ---------------- |
| 2004               | Atenes ( Grècia)          | 2             | Sabre per equips |
| 2008               | Pequín ( R.P. de la Xina) | 3             | Sabre per equips |
| Campionat del món  |                           |               |                  |
| Any                | Lloc                      | Medalla       | Prova            |
| 2002               | Lisboa ( Portugal)        | 2             | Sabre per equips |
| 2005               | Leipzig ( Alemanya)       | 2             | Sabre per equips |
| 2007               | Sant Petersburg ( Rússia) | 3             | Sabre per equips |
| 2009               | Antalya ( Turquia)        | 2             | Sabre per equips |
| 2011               | Catania ( Itàlia)         | 3             | Sabre per equips |
| Campionat d'Europa |                           |               |                  |
| Any                | Lloc                      | Medalla       | Prova            |
| 1998               | Plòvdiv ( Bulgària)       | 2             | Sabre per equips |
| 1999               | Bozen ( Itàlia)           | 3             | Sabre per equips |
| 2002               | Moscou ( Rússia)          | 2             | Sabre per equips |
| 2003               | Bourges ( França)         | 2             | Sabre per equips |
| 2009               | Plòvdiv ( Bulgària)       | 1             | Sabre per equips |
| 2009               | Plòvdiv ( Bulgària)       | 3             | Sabre individual |
| 2011               | Sheffield ( Regne Unit)   | 1             | Sabre per equips |